# Малама, Дмитрий Яковлевич
Дмитрий Яковлевич Малама (19 июля [1 августа] 1891 — 15 [28] июля  1919) — русский гвардейский офицер из рода Малама, штабс-ротмистр Лейб-Гвардии Уланского Её Императорского Величества Александры Фёдоровны полка.

## Биография
Происходил из дворян Екатеринославской губернии; отец — Малама, Яков Дмитриевич, мать — Елизавета Ивановна (урожд. Кузмицкая). Образование получил в Пажеском Его Императорского Величества корпусе, из которого выпущен по 1-му разряду 6 (19) августа 1912 года корнетом в Лейб-Гвардии Уланский Её Императорского Величества Александры Фёдоровны полк в 3-й эскадрон.
27 февраля (12 марта) 1914 г. победил в стовёрстном конном пробеге. С началом Великой войны Малама в первый же день, 27 июля (9 августа) 1914 был контужен в живот пистолетной пулей при переходе германской границы и атаке превосходящих сил германцев. За этот бой был награждён орденом Св. Анны IV ст. - (Аннинское оружие с надписью "За храбрость"). Едва оправившись от контузии, 5/18 августа снова проявил героизм в атаке превосходящих сил противника, был тяжело ранен ружейной пулей в ногу, но поле сражения не покинул. За этот бой был награждён по ходатайству местной Кавалерской Георгиевской думы орденом Св. Георгия IV ст. и Георгиевским оружием, которое получил из рук Императрицы Александры Фёдоровны. Включён в число героев, чьи фотографии поместил на своей обложке первый после начала войны номер журнала «Огонёк».
Из Высочайшего приказа о награждении орденом Св. Георгия IV ст. и Георгиевским оружием:
в бою 5-го августа во главе взвода атаковал неприятельскую пехоту и, будучи тяжело ранен, остался в строю и продолжал обстреливать противника, чем значительно способствовал успеху.
Эвакуирован в Царско-Сельский госпиталь, где пробыл на излечении до декабря 1914 г.
Неоднократно проявлял Малама геройство и в дальнейших сражениях с неприятелем, за что был награждён орденом Св. Станислава III ст. с мечами (1915), орденом Св. Анны III ст. с мечами (1916), орденом Св. Станислава II ст. с мечами (1917).
По воспоминаниям И. Степанова, лежавшего в одной палате с Малама,

«Малама был молод, румян, светловолос. Выдвинулся перед войной тем, что, будучи самым молодым офицером, взял первый приз на стоверстном пробеге (на кобыле „Коньяк“). В первом же бою он отличился и, вскорости, был тяжело ранен. В нём поражало замечательно совестливое отношение к службе и к полку, в частности, — вспоминал И.Степанов, лежавший с Дмитрием в одной палате. — Он только видел сторону „обязанностей“ и „ответственности“. Получив из рук Императрицы заслуженное в бою Георгиевское оружие, он мучился сознанием, что „там“ воюют, а они здесь „наслаждаются жизнью“. Никогда ни в чём никакого чванства. Только сознание долга».

Великая Княжна частенько задерживалась у постели Дмитрия: «обыкновенно Княжны уходили из перевязочной раньше Матери и, пройдя по всем палатам, садились в нашей, последней, и там ждали Её. Татьяна Николаевна садилась всегда около Маламы».
В октябре 1914 г. Дмитрий подарил Великой Княжне Татьяне Николаевне французского бульдога, Ортипо, что дало повод Великой Княгине Ольге Александровне подшучивать над племянницей:

«Татьяна, какой улан тебе подарил собачку? (сучку?) Ты сидишь на его койке, Ольга говорит. Очень занятно»
Из воспоминаний однополчанина Д.Я. Маламы, лейб-гвардии ротмистра А.В. Поливанова:

«Митя Малама, такой скромный, тихий в жизни и такой блестящий боевой офицер. Выпуска 1912 года из камер-пажей, сразу снискавший любовь всего полка и улан №3 эскадрона. Ровно, аккуратно, нес он свою службу младшего офицера, увлекался серьезно спортом, участвовал в стоверстном пробеге, и если память мне не изменяет, блестяще его выиграл. Редко загуливал в собрании, мало выезжал в свет, ещё меньше кутил в городе и скорее был вроде красной девицы. Но вот раздался боевой гром и здесь, с первых шагов, проявился в полной мере боевой офицер высокой доблести, Дмитрий Яковлевич Малама. В самом начале, при первых наших разведках в Восточной Пруссии, он с небольшим разъездом бросается в атаку на значительно сильнейший разъезд немецких улан 3го полка. Немцы удирают, но упавший с раненой лошади лейтенант прислоняется спиной к дереву и спокойно целится из револьвера в несущегося на него Митю. Выстрел – пуля пробивает ремень кушака и застревает в рубахе. Немец опять целится, но спрыгнувший на полном скаку полковой запевала улан Заносиенко, скидывает винтовку и укладывает немца. Вскоре вновь на коне, Митя на этот раз тяжело ранен в подъем ноги, рана безумно мучительная и требующая долгого лечения. Он наш второй кавалер Георгиевского оружия. За время пребывания в лазарете, Малама стал любимцем Государыни и Ея дочерей, да и вообще всех, как это повсюду бывало с ним. Едва поправившись, спешит он в строй и довольно долго состоит ординарцем при начальнике дивизии, генерале Я.Ф.Гилленшмидте. Когда же окончилась для нас Великая война и господа, сознавая свою бесполезность и невозможность противостоять стихийному разложению даже родного полка, начали разъезжаться, покинул и он полк одним из последних. Но верность долгу сделала то, что одним из первых наших офицеров в Добровольческой армии оказался он, и погиб в конной атаке под Царицыным. Здесь нашел Малама достойную своей жизни кончину. Надо верить, что когда-нибудь на стенах Петергофского полкового собора вновь появятся черные мраморные доски с именами славою и честью венчанных и черно-желтою лентой обвитое имя шт.-ротмистра Д.Я. Маламы будет чтиться потомками как образец скромности и высочайшей доблести, самых красивых черт кавалерийского офицера.»
Маламе симпатизировала и Императрица Александра Фёдоровна, писавшая Государю Императору Николаю II:

«Мой маленький Малама провел у меня часок вчера вечером, после обеда у Ани. Мы уже 1 1/2 года его не видали. У него цветущий вид, возмужал, хотя все ещё прелестный мальчик. Должна признаться, что он был бы превосходным зятем — почему иностранные принцы не похожи на него?»
Из дневника В. К. Татьяны Николаевны:
Воскресенье, 12/25 октября 

Утром были у Обедни. До этого говорила по телефону с Маламой. Завтракали с Папа и Мама. Днем гуляли с сестрами и Папа, Мама в экипаже. В 4 часа поехали в Гусарский лазарет к раненым. Мы поехали к Ане к чаю, там были Шведов и Виктор Эрастович. Аня мне привезла от Маламы маленького французского бульдога, невероятно мил. Так рада. 
Понедельник, 13/26 октября
 Утром был урок. Поехала на станцию в поезд с ранеными. Тяжелых не было. Оттуда поехали с Мама в наш лазарет. Мама перевязывала наших офицеров новых, а мы сидели у наших. Я сидела с душкинскими Маламой и Эллисом. Ужасно было хорошо. Потом пошли в Большой лазарет, где перевязывали вновь прибывших до 1 часа. 
Понедельник, 20 октября/3 ноября
 Был один урок. Поехали с Папа и Мама в Петроград в Петропавловский собор на заупокойную литургию по Дедушке. Оттуда к Бабушке на Елагин завтракать. На обратном пути заехали к «Спасителю» Вернулись в 3.30. В 3.45 поехали с Мама и Аней к нам в лазарет. Сидела с Маламой душкой и Эллисом целый час, так было хорошо, что ужас. 
Четверг, 23 октября/6 ноября
 Утром был урок. Поехали в наш лазарет. Делала перевязки: Никитину 1-го стрелкового Финляндского полка, Корнейчику 7-го стрелкового Финляндского полка и Прошку 26-го Сибирского стрелкового полка. Немножко в коридоре говорила с Маламой душкой, потом пошли к ним в палату и снимались. Сегодня мой душка Малама выписывается из лазарета. Ужас как мне жалко. 
Вторник, 28 октября/10 ноября
 После обеда в 9.15 приехал к нам Малама душка и сидел до 10.15. Ужас как была рада его видеть, он был страшно мил. 
Из писем Императрицы Александры Фёдоровны Государю Николаю II. 6/19 янв. 1916
 Малама прислал открытку А. с сообщением, что они уезжают — «за дело, и идем для этого на запад. Место, говорят, не особенно приветливо, но отдых в дыре — тоже не хорошо, но не очень долго. Вчера зашли на танцевальный вечер в эскадроне, где собрался весь деревенский „monde“, — я лично искренно веселился и даже опять устраиваю сегодня то же самое».
17/30 марта
Мой маленький Малама провел у меня часок вчера вечером, после обеда у Ани. Мы уже 1 1/2 года его не видали. У него цветущий вид, возмужал, хотя все ещё прелестный мальчик. Должна признаться, что он был бы превосходным зятем — почему иностранные принцы не похожи на него? Конечно, Ортипо надо было показать его «отцу».
Из письма Императрицы Александры Фёдоровны А. Вырубовой
23 января/5 февраля 1918
Я слышала, что Малама и Эллис ещё в полку.
Из воспоминаний однополчанина Маламы, офицера Буторова:

«Под вечер я подъезжал к штабу полка. Немногие ещё остававшиеся офицеры-полковники: князь Крапоткин и Осоргин, штаб-ротмистры: Малама, барон Виктор Каульбарс и Каменский — меня не ждали, и тем радостнее была встреча. Полуарестованные, они жили и коротали время в халупе бывшего Офицерского собрания, которое только что прекратило своё существование. Полковой комитет их не выпускал из полка и они мрачно — так же как и я расставшись с погонами — ждали исхода выборов, длившихся уже вторые сутки. Радоваться было нечему. Но бывшее Собрание было оазисом, где среди дружной сердечной офицерской среды, которой мне так не хватало в штабе дивизии, душа отдыхала от изобилия всяких неприятностей. Уют и ласка наперекор всему заполняли радостью, и здесь легко было даже смеяться.
Приютившись на ночь у адъютанта полка штаб-ротмистра Каменского, я до утра слушал его рассказы о мытарствах офицеров и агонии полка. После моего отъезда агитаторы его разложили основательно. Офицеры, кто мог словчиться, уехали, полк же стал бессмысленно переходить с места на место, пока не дошёл до настоящей стоянки, где близость штаба армии его доконала до конца.
В эти же дни состоялась первая попытка вывести полотнище Штандарта. При ослабевшей бдительности часовых штаб-ротмистрам Маламе и Вите Каульбарсу удалось снять полотнище с древка и из чехла и заменить его соломой. Но при спешке солома не оказалась достаточно аккуратно запихана в чехол, и это обнаружило кражу. Уланы подняли тревогу. Боясь рисковать жизнью оставшихся офицеров, старший полковник князь Крапоткин приказал, скрепя сердце, водворить полотнище на место.
Близость штаба армии развратила улан до того, что за несколько дней до моего приезда последний остававшийся командир эскадрона, ротмистр Смагин, был ими арестован и увезен под конвоем в революционный трибунал. Вновь избранного большевиствовавшего председателя полкового комитета, унтер-офицера Леонова, я знал хорошо — вольноопределяющимся, я был с ним одного взвода. Весельчак и забавник, он был тогда на ролях шута горохового. С ним и над ним любили посмеяться, но никто не принимал его всерьёз, да он и не претендовал на это. И вот фактическим командиром полка выбрали именно его.
На следующий день, в самом начале декабря 1917 года, я уезжал в Киев. Об оформлении в полку моего самовольного отъезда из штаба дивизии и думать было нельзя. Только то, что меня считали офицером штаба дивизии, а не полка, давало мне возможность не быть задержанным. Со мной ехали с большим трудом устроившиеся штаб-ротмистры Малама и Витя Каульбарс. Полковник Осоргин и полковой адъютант Каменский вышли нас проводить. Было холодно. Дул резкий ветер. По небу неслись серые, неуютные тучи, неуютно было и на душе. «Авось свидимся в лучших условиях», — со слезой в голосе сказал полковник, крепко целуя меня. Отъехав, я не раз оборачивался и всё видел его высокую фигуру и другую поменьше, помахивавшие платком. Свидеться судьба не сулила. При бегстве из полка Осоргин вместе с полковым врачом были зарублены чужими шашками случайно встретившегося кавалерийского полка.
Киев был переполнен офицерством. Его железнодорожная станция осаждалась тысячами солдат. Оформив с помощью командира корпуса, офицера моего полка генерала Арсеньева, свой отъезд из штаба дивизии, я решил ехать вместе с Маламой и Витей Каульбарсом на юг, в имение Маламы. Мы предполагали, сориентировавшись на месте, зачислиться в Белую армию. В день отъезда мои попутчики, где-то задержавшись, приехали на станцию к самому отходу поезда. Поезд был переполнен солдатами. За невозможностью уже протискаться внутрь вагонов — солдатня висела гроздями на подножках и занимала сплошь все крыши вагонов — пришлось возвращаться обратно в гостиницу. Вечером того же дня приехавший с юга однобригадник своими рассказами о царившей там неразберихе убедил ехать с ним в Петроград повидаться до отъезда на юг с родными. На следующий день мы вместе туда и двинулись.

После почти двухдневных утомительных перипетий в переполненных распущенной и не блиставшей чистоплотностью солдатней вагонах мы наконец подъехали к опростившемуся и погрязневшему Петрограду. По станции бестолково суетились солдаты. Они же, начальнически покрикивая, проверяли документы. Однако плохо в них разбираясь, задерживали по пустякам публику, и в образовавшейся толкотне многие, и я в том числе, незаметно избежав контроля, вышли на улицу.».
После захвата власти большевиками, Малама в конце 1917 г. законно принял командование над эскадроном Ея Величества, а затем смог пробраться на юг, где влился в ряды Белой армии. По данным историка С. В. Волкова, командовал эскадроном своего полка, входившего в состав Сводно-Горской дивизии. В апреле 1919 г. служил в Отряде особого назначения ВСЮР. В июле 1919 г. командовал 1-й сотней 3-го Кабардинского конного полка в Кавказской Армии. После получения известий о расстреле горячо любимой им Великой княжны Татьяны Николаевны, отчаянно искал смерти в бою. Тяжело ранен 15 (28) июля 1919 г. у станицы Александро-Невская под г. Камышиным, возглавляя конную атаку своей сотни на большевицкие пулеметы. Вместе с другими ранеными чинами Русской Армии, находившимися в беспомощном состоянии на лазаретных линейках, зверски зарублен будённовцами в тот же день. Однополчане отбили его тело и доставили для торжественных похорон в Екатеринодар. Похоронен в крипте Екатерининского собора сего города 28 июля (10 августа) 1919 г.
Полковник, Князь В. М. Андроников написал эпитафию на гибель Д. Я. Маламы:

Никогда не забудут Уланы о том,
Кто был верен Царю и Отчизне,
Кто присягу Штандарту под белым Крестом
Оценил выше крови и жизни.
У гробницы Твоей будет вечно живым
Подвиг доблести духа и силы.
Будет слава бессменным стоять часовым

И дозором ходить вкруг могилы.
По непонятным причинам, в крипте за 30 лет с момента передачи Екатерининского собора РПЦ МП никто не удосужился привести в порядок захоронения героев и погибших от рук большевиков в должный вид. Вместо этого там был устроен свечной цех и склад облачений, а надгробия завалены мусором.

## Иллюстрации
- Дмитрий Яковлевич Малама среди первых героев Великой войны на обложке журнала «Огонёкъ» №39, авг. 1914 г. (№25)
- Дмитрий Яковлевич Малама (сидит, крайний слева) в Царскосельском госпитале. Сентябрь 1914.
- Дмитрий Яковлевич Малама (стоит, крайний слева) Царскосельском госпитале. Сентябрь 1914.
- Дмитрий Яковлевич Малама (стоит, в центре) в Царскосельском госпитале. Сентябрь 1914.
- Гвардии корнет Дмитрий Яковлевич Малама, победитель  стовёрстного пробега в феврале 1914 года, на мерине "Коньяк".